# A/52

Dolby Digital

A/52 – standard stratnego kodeka dźwięku używany na większości płyt DVD-Video. Obecnie również jako standard w cyfrowej telewizji DVB. Powszechnie znany jako Dolby Digital, Dolby Digital Audio Compression-3 lub AC3 (nazwy handlowe używane przez twórcę kodeka, firmę Dolby), nazwa A/52 została przyjęta przez ATSC.

## Kodowanie
Dźwięk jest kodowany z oryginalnego zapisu PCM o częstotliwości próbkowania 48 kHz i próbkowaniu 16–24 bit (czyli o jakości wyższej niż CD-Audio). Taki zapis, zajmujący ponad 5 Mb/s, jest kompresowany do 384 kbps lub 448 kbps dla dźwięku 5.1 (poniżej kompresja jest zbyt znaczna, wartości wyższe są dosyć rzadko stosowane, głównie na DVD – do 640 kbps) albo 192 kbps dla dźwięku 2.0 z pewną stratą jakości, szczególnie wyczuwalną przy słuchaniu płyt z muzyką zapisaną w tym formacie (taką prędkość strumienia stosuje się najczęściej do dźwięku Dolby Digital nadawanego w telewizjach).

## Kanały
A/52 pozwala na zapisanie wielokanałowego dźwięku w następujących kombinacjach (przód/tył):
- 1/0
- 1+1/0 (czyli mono na dwóch głośnikach z przodu)
- 2/0 (czyli zwykłe stereo)
- 3/0
- 2/1 (stereo z przodu i jeden głośnik za słuchaczem) – odpowiednik konfiguracji Dolby Surround
- 3/1 (tzw. LCRS – kanał „lewy-centralny-prawy-otaczający”)
- 3/2

Oprócz tego do każdej kombinacji można dołączyć kanał z niskimi częstotliwościami (LFE – ang. low frequency effects), określany jako .1. A więc dźwięk 5.1 to 2 głośniki z przodu, głośnik centralny, 2 głośniki z tyłu oraz niskotonowy subwoofer.
Strumień danych skompresowanych AC3 przenosi też metadane (dane opisujące sygnał audio), zawierają one informacje o poziomie głośności dialogów, sposobie kompresji dynamiki, sposobie tworzenia tzw. downmix – czyli możliwości odtwarzania dźwięku na mniejszej liczbie kanałów niż jest zakodowana w oryginalnym strumieniu.
Z założenia w strumieniu Dolby Digital transmituje się sygnał z możliwie najwyższą jakością (bez kompresji dynamiki, z maksymalną liczbą kanałów), a wszystkie konieczne obróbki (zmniejszenie dynamiki sygnałów audio, dostosowanie do liczby kanałów systemu audio słuchacza) odbywa się na poziomie dekodera odbierającego sygnał.

## Wersje
- Dolby Digital
- Dolby Digital EX
- Dolby Digital Surround EX
- Dolby Digital Live
- Dolby Digital Plus
- Dolby TrueHD

## Dolby Digital EX
Dolby Digital EX to rozwinięcie standardu A/52 (Dolby Digital). Od Dolby Digital 5.1 różni się dodaniem kanału tylnego (ang. back surround) i pozwala na zastosowanie systemu głośnikowego typu 6.1 lub 7.1 (w przypadku systemu 7.1 oba głośniki tylne odtwarzają ten sam kanał).

## Sprzęt
Każdy odtwarzacz DVD posiada wbudowany dekoder A/52, a dokładniej konwerter A/52 na Dolby Surround, tak aby można było podłączyć go do zwykłego telewizora (nie tracąc przy okazji możliwości uzyskania dźwięku przestrzennego). Wszystkie możliwości formatu wykorzystują wzmacniacze 6-kanałowe z dekoderem A/52 (Dolby Digital).